# Kajakarstwo na Igrzyskach Panamerykańskich 2015
Kajakarstwo na Igrzyskach Panamerykańskich 2015 odbywało się w dniach 11–14 lipca 2015 roku w Welland Pan Am Flatwater Centre w Welland i Minden Wild Water Preserve w Minden Hills. Rywalizacja odbyła się łącznie w osiemnastu konkurencjach.

## Kajakarstwo

### Klasyfikacja medalowa
| Klasyfikacja medalowa | Klasyfikacja medalowa | Klasyfikacja medalowa | Klasyfikacja medalowa | Klasyfikacja medalowa | Klasyfikacja medalowa |
| Miejsce               | państwo               | Złoto                 | Srebro                | Brąz                  | Razem                 |
| --------------------- | --------------------- | --------------------- | --------------------- | --------------------- | --------------------- |
| 1                     | Kuba                  | 6                     | 2                     | 2                     | 10                    |
| 2                     | Kanada                | 4                     | 4                     | 2                     | 10                    |
| 3                     | Brazylia              | 2                     | 3                     | 4                     | 9                     |
| 4                     | Argentyna             | 1                     | 3                     | 3                     | 7                     |
| 5                     | Ekwador               | 0                     | 1                     | 1                     | 2                     |
| 6                     | Meksyk                | 0                     | 0                     | 2                     | 2                     |
| Razem                 | Razem                 | 13                    | 13                    | 14                    | 40                    |

### Medaliści
| Konkurencja | 1. miejsce                                                                    | 2. miejsce                                                                                                   | 3. miejsce                                                                                            |           |
| Mężczyźni   | Mężczyźni                                                                     | Mężczyźni | Mężczyźni                                                                                             | Mężczyźni |
| ----------- | ----------------------------------------------------------------------------- | --- | --- | --------- |
| C1 – 200m   | I. Queiroz dos Santos                                                         | Jason McCoombs                                                                                               | Arnold Rodriguez                                                                                      |           |
| C1 – 1000m  | I. Queiroz dos Santos                                                         | Mark Oldershaw                                                                                               | Jose Cristobal                                                                                        |           |
| C2 – 1000m  | Kanada · Benjamin Russell · Gabriel Beauchesne-Sévigny                        | Brazylia · Erlon De Souza Silva · I. Queiroz dos Santos                                                      | Kuba · Serguey Torres · Jose Bulnes                                                                   |           |
| K1 – 200m   | Mark de Jonge                                                                 | Edson Isaias Freitas Da Silva                                                                                | Cesar De Cesare                                                                                       |           |
| K1 – 1000m  | Jorge García                                                                  | Daniel Dal Bo                                                                                                | Adam van Koeverden                                                                                    |           |
| K2 – 200m   | Argentyna · Ezequiel Di Giacomo · Ruben Voisard Rezola                        | Kuba · Fidel Vargas · Reinier Torres                                                                         | Brazylia · Hans Heinrich Mallmann · Edson Freitas da Silva Kanada · Mark de Jonge · Pierre-Luc Poulin |           |
| K2 – 1000m  | Kuba · Jorge García · Reinier Torres                                          | Argentyna · Pablo de Torres · Gonzalo Carreras                                                               | Brazylia · Celso Dias de Oliveira Junior · Vagner Junior Souta                                        |           |
| K4 – 1000m  | Kuba · Jorge García · Reinier Mora · Reinier Torres · Alex Menendez           | Brazylia · Roberto Maehler · Vagner Junior Souta · Celso Dias de Oliveira Junior · Gilvan Bitencourt Ribeiro | Argentyna · Daniel Dal Bo · Juan Ignacio Caceres · Pablo de Torres · Gonzalo Carreras                 |           |
| Kobiety     |                                                                               | | |           |
| C1 – 200m   | Laurence Vincent-Lapointe                                                     | Anggie Avegno Salazar                                                                                        | Valdenice Conceicao Do Nascimento                                                                     |           |
| K1 – 200m   | Yusmari Mengana                                                               | Michelle Russell                                                                                             | Sabrina Ameghino                                                                                      |           |
| K1 – 500m   | Yusmari Mengana                                                               | Michelle Russell                                                                                             | Ana Paula Vergutz                                                                                     |           |
| K2 – 500m   | Kuba · Yusmari Mengana · Yurieni Guerra                                       | Argentyna · Sabrina Ameghino · Alexandra Keresztesi                                                          | Meksyk · Karina Alanis · Maricela Montemayor                                                          |           |
| K4 – 500m   | Kanada · Michelle Russell · Emilie Fournel · Kathleen Fraser · Hannah Vaughan | Kuba · Daniela Martin · Yurieni Guerra · Lisandra Torres · Jessica Hernandez                                 | Argentyna · Maria Garro · Sabrina Ameghino · Alexandra Keresztesi · Brenda Rojas                      |           |

## Kajakarstwo górskie

### Klasyfikacja medalowa
| Klasyfikacja medalowa | Klasyfikacja medalowa | Klasyfikacja medalowa | Klasyfikacja medalowa | Klasyfikacja medalowa | Klasyfikacja medalowa |
| Miejsce               | państwo               | Złoto                 | Srebro                | Brąz                  | Razem                 |
| --------------------- | --------------------- | --------------------- | --------------------- | --------------------- | --------------------- |
| 1                     | Stany Zjednoczone     | 3                     | 1                     | 1                     | 5                     |
| 2                     | Brazylia              | 1                     | 3                     | 1                     | 3                     |
| 3                     | Kanada                | 1                     | 1                     | 2                     | 4                     |
| 4                     | Argentyna             | 0                     | 0                     | 1                     | 1                     |
| Razem                 | Razem                 | 5                     | 5                     | 5                     | 15                    |

### Medaliści
| Konkurencja | 1. miejsce                                        | 2. miejsce                                    | 3. miejsce                                |           |
| Mężczyźni   | Mężczyźni                                         | Mężczyźni                                     | Mężczyźni                                 | Mężczyźni |
| ----------- | ------------------------------------------------- | --------------------------------------------- | ----------------------------------------- | --------- |
| C1          | Casey Eichfeld                                    | Cameron Smedley                               | Felipe da Silva                           |           |
| C2          | Stany Zjednoczone · Devin McEwan · Casey Eichfeld | Brazylia · Charles Correa · Anderson Oliveira | Argentyna · Lucas Rossi · Sebastian Rossi |           |
| K1          | Michal Smolen                                     | Pedro da Silva                                | Ben Hayward                               |           |
| Kobiety     |                                                   |                                               |                                           |           |
| C1          | Ana Satila                                        | Colleen Hickey                                | Haley Daniels                             |           |
| K1          | Jazmyne Denhollander                              | Ana Satila                                    | Ashley Nee                                |           |